# Begonia convallariodora
Espèce
Begonia convallariodora est une espèce de plantes de la famille des Begoniaceae. Ce bégonia arbustif est originaire d'Amérique centrale et du Mexique. 

## Répartition géographique
Cette espèce est originaire des pays suivants : Costa Rica ; Guatemala ; Mexique ; Nicaragua ; Panama.

## Classification
Begonia convallariodora fait partie de la section Ruizopavonia du genre Begonia, famille des Begoniaceae. En classification phylogénétique APG IV (2016), comme classification phylogénétique APG III (2009), celle-ci est classée dans l'ordre des Cucurbitales, alors que dans la classification classique de Cronquist (1981) les Begoniaceae font partie de l'ordre des Violales.
L'espèce a été décrite en 1895 par Casimir Pyrame de Candolle (1836-1918). L'épithète spécifique convallariodora signifie « à odeur de muguet », de odoriffera, qui a l'odeur de... et Convallaria, le genre du Muguet de mai. 